# Élections législatives autrichiennes de 2008
 (mai 2017).
Les élections législatives autrichiennes de 2008 (en allemand : Nationalratswahl in Österreich 2008) se sont tenues le 28 septembre. La participation a atteint 78,49 % des inscrits. Elles se tiennent deux ans avant la fin normale de la législature. Ces élections anticipées sont dues aux désaccords entre le Parti social-démocrate (SPÖ) et le Parti populaire (ÖVP), qui formaient, depuis les élections de 2006, un gouvernement de grande coalition. Pour la première fois pour des élections nationales, l'âge légal du vote est de 16 ans.

## Contexte
La  grande coalition menée par le social-démocrate Alfred Gusenbauer a, depuis sa création en 2006, toujours été chancelante. En plus des réticences de l'aile gauche du SPÖ (lors des négociations pour la formation du gouvernement, les sociaux-démocrates ont dû faire une croix sur certaines promesses de campagne), le gouvernement Gusenbauer a dû faire face à une double opposition : Les Verts - L'Alternative verte sur sa gauche et le FPÖ et le BZÖ sur sa droite. Les élections régionales au Tyrol le 8 juin 2008 ont été marquées par l'apparition du Forum citoyen, groupe social-chrétien dissident mené par le syndicaliste Fritz Dinkhauser, qui s'est placé en seconde place, grâce à sa critique du gouvernement fédéral. Enfin, le SPÖ a connu une importante crise interne, qui a conduit au remplacement d'Alfred Gusenbauer par Werner Faymann (ministre des infrastructures sortant) à la tête du parti.
Le 26 juin 2008, Alfred Gusenbauer et Werner Feymann font savoir dans le tabloïd Kronen Zeitung, qu'ils sont partisans du référendum pour les grandes questions de l'UE, telles que le Traité de Lisbonne et l'entrée de la Turquie dans l'Union européenne. Ce communiqué de presse mettra un point d'arrêt à la grande coalition, en effet, l'ÖVP n'avait pas été mis au courant de la publication, de plus celle-ci a été très mal perçue, puisque le tabloïd Kronen Zeitung est connu pour ses campagnes eurosceptiques. Le 7 juillet, le chef du Parti populaire, Wilhelm Molterer, fait savoir lors d'une conférence de presse, que son parti ne souhaite plus continuer à gouverner avec les sociaux-démocrates, et demande des élections anticipées. Les raisons évoquées sont le positionnement du SPÖ sur la construction européenne et le duel à sa tête.
Le 9 juillet, l'ensemble des partis représentés au Conseil national présente une résolution pour fixer de nouvelles élections législatives au 28 septembre.

## Mode de scrutin

Carte des neuf Länder.

L'Autriche est une république semi-présidentielle dotée d'un parlement bicaméral.
Sa chambre basse, le Conseil national (en allemand : Nationalrat), est composée de 183 députés élus pour cinq ans selon un mode de scrutin proportionnel de liste bloquées dans neuf circonscriptions, qui correspondent aux Länder, à raison de 7 à 36 sièges par circonscription selon leur population. Elles sont ensuite subdivisées en un total de 43 circonscriptions régionales.
Le seuil électoral est fixé à 4 % ou un siège d'une circonscription régionale. La répartition se fait à la méthode de Hare au niveau régional puis suivant la méthode d'Hondt au niveau fédéral.
Bien que les listes soit bloquées, interdisant l'ajout de noms n'y figurant pas, les électeurs ont la possibilité d'exprimer une préférence pour un maximum de trois candidats, permettant à ces derniers d'être placés en tête de liste pour peu qu'ils totalisent un minimum de 14 %, 10 % ou 7 % des voix respectivement au niveau régional, des Länder, et fédéral. Le vote, non obligatoire, est possible à partir de l'âge de 16 ans.

## Partis en lice

### Partis parlementaires

#### Parti social-démocrate d'Autriche
Le SPÖ sera conduit par le ministre sortant des infrastructures, Werner Faymann et non par le chancelier sortant, Alfred Gusenbauer. Les sociaux-démocrates ont d'ores et déjà annoncé qu'ils ne formeraient pas de coalition avec le FPÖ, mais qu'ils étaient par contre ouverts à une nouvelle grande coalition, à la condition que le vice-chancelier sortant, et chef de file des conservateurs, Wilhelm Molterer n'en fasse pas partie. Enfin certains sociaux-démocrates de Carinthie, notamment le maire de Villach, Helmut Manzenreiter, se sont déclarés favorables à une coalition avec le FPÖ, bien que l'électorat du SPÖ y soit très hostile.
Le président autrichien, également membre du SPÖ, s'est déclaré ouvert à une coalition gouvernementale tripartite, ainsi qu'à un gouvernement minoritaire. Ces deux types de gouvernement n'ont encore jamais existé en Autriche, mais semblent inévitables après les élections de septembre.

#### Parti populaire autrichien
Les chrétiens-démocrates se présenteront aux urnes avec, à leur tête, le vice-chancelier sortant et chef de l'ÖVP, Wilhelm Molterer. Une majorité d'entre eux est partisan d'un gouvernement tripartite, à la place d'une nouvelle grande coalition, sans pour autant préciser avec quels partis. Toutefois, ils préféreraient une alliance avec les Verts, plutôt qu'avec l'extrême droite, du fait des positions eurosceptiques du FPÖ et du BZÖ.
L'ancien chancelier Wolfgang Schüssel a, quant à lui, fait savoir qu'il s'opposait à une alliance avec le SPÖ de Faymann, si celui-ci n'opérait pas un changement idéologique (umdenken). Enfin, certains membres se sont déclarés favorables à une coalition avec le FPÖ, ou encore à un gouvernement minoritaire.

#### Les Verts - l'Alternative verte
Alexander Van der Bellen, président des Verts depuis 1997, en sera une fois encore la tête de liste. Les écologistes ont d'ores et déjà fait savoir qu'ils refuseraient de faire partie d'un gouvernement avec l'extrême droite, ainsi que, dans une moindre mesure avec les conservateurs et le Forum citoyen. Une coalition avec le SPÖ est, quant à elle, plus probable, les deux partis ayant des positions relativement proches. Dès le début de la campagne, Van der Bellen a critiqué le contenu xénophobe d'une des affiches de l'ÖVP, et a ainsi écarté toute coalition possible avec les conservateurs.
D'après les sondages, une coalition rouge-verte, ou noire-verte, est pour le moment impossible. La seule possibilité actuellement pour les Verts, de participer à un gouvernement, est une coalition tripartite.

#### Parti autrichien de la liberté
Le Parti de la liberté d'Autriche est mené par Heinz-Christian Strache, qui s'est montré très critique vis-à-vis des élections anticipées, et du coût financier de leur organisation. Le FPÖ n'a pour le moment exclu explicitement aucune coalition, même s'il prétend que l'ÖVP tente de le « tuer » et que le SPÖ a pour objectif de le marginaliser. Strache a déclaré qu'il ne souhaitait plus travailler avec Faymann et Molterer, et qu'il espérait que ces deux-là soient mis hors-jeu lors des élections. Strache et ses troupes se sont fixé pour but de redevenir  le troisième parti d'Autriche et d'être en mesure la majorité des deux-tiers du SPÖ et de l'ÖVP.

#### Alliance pour le futur de l'Autriche.
Lorsque la grande coalition implose, le BZÖ est au plus mal dans les sondages, et son président Peter Westenthaler est condamné pour faux témoignage au procès d'un de ses gardes du corps accusé d'avoir molesté l'assistant d'une ex-ministre démissionnaire du parti en représailles à sa défection. Jörg Haider se décide donc à diriger lui-même la campagne de son parti sous le nom Liste Jörg Haider-BZÖ ; le slogan est « Liste Haider, choisissez l'original ». Les sondages le créditent de 7 % des intentions de vote. Il effectue pourtant un véritable bond en avant, obtenant 11 % des voix et 21 députés, devant les Verts. Le FPÖ obtient lui 17 % des voix. Les deux partis, réunis, seraient donc la deuxième force politique autrichienne. Des tractations s'ouvrent entre Haider et Strache, mais le chef du BZÖ trouve la mort le 11 octobre dans un accident de la route.

## Sondages
Partis parlementaires uniquement
| Agences       | Date            | SPÖ   | ÖVP   | GRÜNE | FPÖ   | BZÖ | Autres |
| ------------- | --------------- | ----- | ----- | ----- | ----- | --- | ------ |
| OGM           | 21 juin 2008    | 33    | 33    | 14    | 16    | 4   | —      |
| market        | 2 juillet 2008  | 27    | 33    | 14    | 21    | 3   | 2      |
| Fessel-GfK    | 8 juillet 2008  | 28    | 35    | 14    | 20    | 3   | —      |
| market        | 9 juillet 2008  | 26    | 33    | 14    | 22    | 4   | 1      |
| Gallup        | 10 juillet 2008 | 27    | 32    | 16    | 19    | 4   | 2      |
| OGM           | 13 juillet 2008 | 30    | 33    | 14    | 18    | 3   | 2      |
| Humaninstitut | 17 juillet 2008 | 25    | 28    | 11    | 19    | 2   | 15     |
| Gallup        | 25 juillet 2008 | 27    | 30    | 16    | 19    | 5   | —      |
| IMAS          | 29 juillet 2008 | 25    | 29    | 15    | 18    | 6   | —      |
| IMAS          | 20 août 2008    | 27–29 | 27–29 | 12–14 | 17–19 | 6–8 | 7–9    |

Partis extra-parlementaires inclus
| Agence     | Date            | SPÖ | ÖVP | GRÜNE | FPÖ   | BZÖ | LIF | FRITZ | KPÖ | Autres | MATIN | SKÖ |
| ---------- | --------------- | --- | --- | ----- | ----- | --- | --- | ----- | --- | ------ | ----- | --- |
| Gallup     | 10 juillet 2008 | 21  | 23  | 14    | 18    | 5   | 2   | 7     | 2   | 2      | (4)   | 2   |
| Integral   | 12 juillet 2008 | 28  | 31  | 14    | 16    | 4   | —   | 5     | —   | 2      | #     | —   |
| Gallup     | 17 juillet 2008 | 24  | 26  | 16    | 19    | 5   | 2   | 6     | —   | —      | #     | —   |
| IMAS       | 19 juillet 2008 | 24  | 29  | 15    | 20    | 4   | —   | 5     | —   | —      | #     | —   |
| Gallup     | 25 juillet 2008 | 25  | 29  | 14    | 15    | 7   | 4   | 6     | —   | —      | #     | —   |
| OGM        | 29 juillet 2008 | 25  | 30  | 13    | 17    | 4   | 4   | 5     | —   | 2      | #     | —   |
| Gallup     | 31 juillet 2008 | 23  | 26  | 15    | 17    | 7   | 5   | 7     | —   | —      | #     | —   |
| Fessel-GfK | 4 août 2008     | 25  | 29  | 12–13 | 17–18 | 2–3 | 3–4 | 4–5   | —   | —      | #     | —   |
| market     | 7 août 2008     | 26  | 29  | 14    | 20    | 3   | 3   | 4     | —   | —      | #     | —   |
| Gallup     | 8 août 2008     | 26  | 26  | 14    | 19    | 6   | 3   | 6     | —   | —      | #     | —   |
| Gallup     | 14 août 2008    | 27  | 28  | 15    | 17    | 5   | 3   | 5     | —   | —      | #     | —   |
| OGM        | 16 août 2008    | 26  | 31  | 13    | 17    | 4   | 4   | 4     | —   | —      | #     | —   |
| market     | 20 août 2008    | 26  | 27  | 14    | 20    | 5   | 3   | 4     | —   | 1      | #     | —   |
| market     | 20 août 2008    | 26  | 27  | 14    | 20    | 5   | 3   | 4     | —   | 1      | #     | —   |
| Gallup     | 24 août 2008    | 25  | 26  | 15    | 18    | 6   | 4   | 4     | —   | —      | #     | —   |

# S'est retiré à cette date.
Le futur chancelier
| Agence | Date            | Faymann (SPÖ) | Molterer (ÖVP) | Van der Bellen (GRÜNE) | Strache (FPÖ) | Haider (BZÖ) |
| ------ | --------------- | ------------- | -------------- | ---------------------- | ------------- | ------------ |
| market | 9 juillet 2008  | 26            | 29             | —                      | —             | —            |
| Gallup | 10 juillet 2008 | 40            | 31             | —                      | —             | —            |
| OGM    | 13 juillet 2008 | 19            | 18             | 10                     | 11            | 3*           |
| Gallup | 17 juillet 2008 | 38            | 31             | —                      | —             | —            |
| Gallup | 25 juillet 2008 | 39            | 30             | —                      | —             | —            |
| Gallup | 31 juillet 2008 | 42            | 23             | —                      | —             | —            |
| Gallup | 9 août 2008     | 45            | 26             | —                      | —             | —            |
| Gallup | 9 août 2008     | 40            | 27             | —                      | —             | —            |
| OGM    | 17 août 2008    | 22            | 19             | 12                     | 8             | 6            |
| Gallup | 24 août 2008    | 42            | 25             | —                      | —             | —            |

* Jörg Haider a remplacé Westenthaler le 13 juillet.

## Résultats

### Projections
Résultats provisoires avant publications des résultats définitifs le lendemain.
| Agence      | Heure | Votes comptés | SPÖ  | ÖVP  | Verts | FPÖ  | BZÖ  | LIF | FRITZ | KPÖ | RETTÖ | DC | Autres |
| ----------- | ----- | ------------- | ---- | ---- | ----- | ---- | ---- | --- | ----- | --- | ----- | -- | ------ |
| ARGE Wahlen | 14:00 | 5 %           | 29   | 24   | 10    | 19   | 10   | 2   | 2     | —   | —     | —  | 4      |
| SORA        | 15:00 | 15 %          | 28,2 | 25,2 | 10,5  | 18,0 | 11,9 | —   | —     | —   | —     | —  | 6,2    |
| SORA        | 17:00 | 40 %          | 28,6 | 25,1 | 10,5  | 17,9 | 11,9 | 1.9 | 1,8   | —   | —     | —  | 2,3    |
| SORA        | 17:30 | 48 %          | 28,8 | 25,2 | 10,4  | 17,9 | 11,7 | 1,9 | 1,8   | —   | —     | —  | 2,3    |
| SORA        | 18:00 | 58 %          | 29,8 | 25,7 | 10,0  | 18,0 | 10,9 | 1,9 | 1,6   | —   | —     | —  | 2,2    |
| SORA        | 18:30 | 71 %          | 29,8 | 25,6 | 9,8   | 18,0 | 11,0 | 1,8 | 1,8   | —   | —     | —  | 2,2    |
| SORA        | 19:00 | 81 %          | 29,8 | 25,7 | 9,8   | 18,0 | 10,9 | 1,8 | 1,8   | —   | —     | —  | 2,2    |

### Résultats officiels
|                        |                                            |           |       |      |        |               |  |  |  |  |  |  |  |  |
| Parti                  | Parti                                      | Voix      | %     | +/-  | Sièges | +/-           |  |  |  |  |  |  |  |  |
|                        | Parti social-démocrate d'Autriche (SPÖ)    | 1 430 206 | 29,26 | 6,08 | 57     | 10            |  |  |  |  |  |  |  |  |
|                        | Parti populaire autrichien (ÖVP)           | 1 269 656 | 25,98 | 8,35 | 51     | 15            |  |  |  |  |  |  |  |  |
|                        | Parti de la liberté d'Autriche (FPÖ)       | 857 029   | 17,54 | 6,50 | 34     | 13            |  |  |  |  |  |  |  |  |
|                        | Alliance pour l'avenir de l'Autriche (BZÖ) | 522 933   | 10,70 | 6,59 | 21     | 14            |  |  |  |  |  |  |  |  |
|                        | Les Verts - L'Alternative verte (Grünen)   | 509 936   | 10,43 | 0,62 | 20     | 1             |  |  |  |  |  |  |  |  |
|                        | Forum libéral (LIF)                        | 102 249   | 2,09  | N/A  | 0      | 1             |  |  |  |  |  |  |  |  |
|                        | Forum citoyen (FRITZ)                      | 86 194    | 1,76  | Nv.  | 0      | en stagnation |  |  |  |  |  |  |  |  |
|                        | Parti communiste d'Autriche (KPÖ)          | 37 362    | 0,76  | 0,25 | 0      | en stagnation |  |  |  |  |  |  |  |  |
|                        | Sauvons l'Autriche (RÖ)                    | 35 718    | 0,73  | Nv.  | 0      | en stagnation |  |  |  |  |  |  |  |  |
|                        | Les Chrétiens (DC)                         | 31 080    | 0,64  | Nv.  | 0      | en stagnation |  |  |  |  |  |  |  |  |
|                        | Parti des droits des animaux (TRP)         | 2 224     | 0,05  | Nv.  | 0      | en stagnation |  |  |  |  |  |  |  |  |
|                        | Gauche (LINKE)                             | 2 138     | 0,04  | Nv.  | 0      | en stagnation |  |  |  |  |  |  |  |  |
|                        | Liste Karlheinz Klement (KHK)              | 347       | 0,01  | Nv.  | 0      | en stagnation |  |  |  |  |  |  |  |  |
|                        | Liste forte (STARK)                        | 237       | 0,00  | 0,01 | 0      | en stagnation |  |  |  |  |  |  |  |  |
|                        |                                            |           |       |      |        |               |  |  |  |  |  |  |  |  |
| Suffrages exprimés     | Suffrages exprimés                         | 4 887 309 | 97,92 |      |        |               |  |  |  |  |  |  |  |  |
| Votes blancs et nuls   | Votes blancs et nuls                       | 103 643   | 2,08  |      |        |               |  |  |  |  |  |  |  |  |
| Total                  | Total                                      | 4 990 952 | 100   | –    | 183    | en stagnation |  |  |  |  |  |  |  |  |
| Abstention             | Abstention                                 | 1 342 157 | 21,19 |      |        |               |  |  |  |  |  |  |  |  |
| Inscrits/Participation | Inscrits/Participation                     | 6 333 109 | 78,81 |      |        |               |  |  |  |  |  |  |  |  |

### Résultats par État
| État           | SPÖ            | SPÖ  | ÖVP  | ÖVP  | FPÖ  | FPÖ  | BZÖ  | BZÖ  | Grünen | Grünen | LIF | LIF | FRITZ | FRITZ |     |
| État           | %              | +/-  | %    | +/-  | %    | +/-  | %    | +/-  | %      | +/-    | %   | +/- | %     | +/-   |     |
| -------------- | -------------- | ---- | ---- | ---- | ---- | ---- | ---- | ---- | ------ | ------ | --- | --- | ----- | ----- | --- |
| État           | Basse-Autriche | 30,4 | 5,8  | 32,2 | 7,0  | 18,1 | 8,5  | 6,3  | 4,0    | 8,1    | 0,9 | 1,8 | N/A   | 1,1   | Nv. |
| Burgenland     | 40,1           | 4,9  | 29,1 | 7,0  | 16,2 | 7,5  | 5,3  | 3,6  | 5,7    | 0,1    | 1,1 | N/A | 1,3   | Nv.   |     |
| Carinthie      | 28,1           | 7,3  | 14,6 | 6,6  | 7,6  | 0,4  | 38,5 | 13,6 | 6,9    | 0,6    | 1,5 | N/A | 0,9   | Nv.   |     |
| Haute-Autriche | 30,5           | 5,6  | 26,8 | 8,4  | 19,0 | 6,8  | 9,1  | 6,5  | 9,9    | 0,3    | 1,3 | N/A | 1,0   | Nv.   |     |
| Salzbourg      | 23,8           | 4,7  | 29,1 | 10,1 | 17,7 | 5,4  | 12,2 | 9,1  | 11,8   | 0,7    | 1,6 | N/A | 1,6   | Nv.   |     |
| Styrie         | 29,3           | 7,9  | 26,2 | 11,3 | 17,3 | 6,9  | 13,2 | 10,0 | 8,5    | 0,6    | 1,6 | N/A | 1,4   | Nv.   |     |
| Tyrol          | 18,0           | 5,2  | 31,1 | 12,7 | 17,0 | 6,2  | 9,7  | 6,4  | 11,1   | 1,9    | 2,3 | N/A | 8,7   | Nv.   |     |
| Vienne         | 34,8           | 6,2  | 16,7 | 5,1  | 20,4 | 6,5  | 4,7  | 2,9  | 16,0   | 1,4    | 4,2 | N/A | 0,8   | Nv.   |     |
| Vorarlberg     | 14,1           | 4,4  | 31,3 | 10,7 | 16,1 | 5,2  | 12,8 | 9,6  | 17,2   | 0,8    | 2,6 | N/A | 3,4   | Nv.   |     |